# Кооператива Финисколис (Нуоро)
Кооператива Финисколис је насеље у Италији у округу Нуоро, региону Сардинија.
Према процени из 2011. у насељу је живело 260 становника. Насеље се налази на надморској висини од 4 м.